# ピラニア軍団
- ピラニア軍団
- ピラニヤ軍団

ピラニア軍団（ピラニアぐんだん）は、日本の俳優集団。東映所属の大部屋俳優を中心に1975年に結成され、映画・テレビドラマで斬られ役・殺られ役・悪役・敵役を演じた俳優たちの通称。

## 概要
1960年代後半、東映京都撮影所製作のヤクザ映画や時代劇などのプログラムピクチャーを支えてきた、キャストクレジットに名前が登場しない脇役・斬られ役として出演していた大部屋俳優のうち、川谷拓三・志賀勝らは酒癖が悪くて忘年会や新年会に呼んでもらえず、「誘われない人たちで忘年会をしませんか」と掲示板でメンバーを募集したのが始まり。主役を食うことを夢見て志賀が「ピラニア会」と名付けた。やがて、ほかの脇役や東映ニューフェイス出身でまだ芽が出ていなかった室田日出男・小林稔侍・片桐竜次・成瀬正孝らが加入し、飲み会を行っていた。これらのメンバーを彼等の飲み食いの面倒を見ていた中島貞夫とスター俳優だった渡瀬恒彦が束ねて発起人となり、「東映ピラニア軍団」が結成された。
1973年『仁義なき戦い』公開以降に興った実録路線で、一度見たら忘れられない顔、一癖も二癖もありそうな佇まいが血で血を洗う群像ドラマに大きく求められた。渡瀬と親しい映画監督の深作欣二・中島貞夫、脚本家の倉本聰らが軍団メンバーを「面白い」と目をつけ始め、深作・倉本・中島らが加入するスタッフ組を「村民」とした（渡瀬や橘麻紀といった俳優組の一部も村民となっている）。村民のメンバーは心底映画が好きなメンバーで、酒を飲んで話すのは演技の事ばかりで、橘麻紀は「仕事は終わって、今更何やってるの？という感じだった」と話している。ピラニア軍団に追い風が吹いたのは1975年10月から日本テレビ系で放送されたテレビドラマ『前略おふくろ様』に川谷拓三・室田日出男がメインレギュラーに抜擢されたことで、2人が瞬く間にお茶の間の人気者になった2人と共に軍団にもスポットが当たった。岡田茂社長は「東宝や松竹が青春映画と銘打って、山口百恵や桜田淳子という歌手を映画に引っ張り出しているのと同じように、ウチも何とか手を打たなければならないと考えていたら、ピラニア軍団が出てきたんです。運よくね」と述べている。彼らと同じく他の俳優も徐々に注目され始め、ピラニア軍団ブームが訪れるなど注目を浴び、最終的には20人ほどになった。
1975年に軍団の結成式が大阪市の御堂会館で催され、千葉真一・渡瀬恒彦・深作欣二も立ち会った。千葉は舞台に上がらず、カメラ片手に客席からメンバーに声をかけ、場を盛り上げていた。川谷拓三は千葉に感謝し、「ワシ、生まれて初めてこんな派手なスポットライトを浴びましたわ、ホンマおおきに！」と号泣していた。1976年には軍団の俳優が主要人物を演じた『暴走パニック 大激突』や『狂った野獣』が公開され（共に主演は渡瀬恒彦）、1977年4月には三上寛のプロデュースでLP『ピラニア軍団』もリリースした。これには、坂本龍一・村上秀一・かしぶち哲郎・後藤次利・斎藤ノブら一流ミュージシャンが参加している（制作経緯は三上寛の項目を参照）。また、同年には軍団総出演の映画『ピラニア軍団 ダボシャツの天』が公開された。

## 終焉
軍団の中でも、東映ニューフェイス出身のエリートが含まれており、室田は「最初は酒を飲んだときくらいは好きなことを言おうと、何となく出来た集まりだったのに、映画のサブタイトルに付けられるほど有名になった。役者は売れた方がいいに決まっているが、バイプレーヤーとしてこつこつやっていくことが大事で、あまりピラニア軍団が取り上げられ過ぎなことはよくない」と疑念を抱いていた。菅原文太は1976年に川本三郎との対談で「ぼくはピラニア軍団には反対です。俳優が群れをなしちゃいけないと思う。彼らは自ら狼と称して、自ら狼を自認して映画をやってきた。それが自ら狼であることを放棄することはある意味でぼくは許せない。彼らをそういうふうにし向けていく駄目な部分が映画にもある。だから彼らをもっと、われわれを含めた活動屋が活動だけでメシが食えるようなギャランティをして大事に使っていかなきゃいけないんだけど」などと述べていた。映画の不入りや当時の映画界の斜陽もあってブームは短命に終わる。1980年に日本テレビ系列で放送され、軍団を中心にキャスティングされたテレビドラマ『大激闘マッドポリス'80』と続編の『特命刑事』が終了すると、志賀が軍団を脱退してその他のメンバーも揺れ始める。すでに軍団に所属していた俳優が個々としても活躍できるほどに成長していた事情に加え、映画会社との専属契約という形式を取る時代では無くなっていたことや、映画からテレビに流行が移っていたこともあり、所属俳優が東映から離れるなど、1980年代に入ると映画俳優集団としてのピラニア軍団は自然消滅した。

## メンバー
※ 五十音順
- 井上茂
- 岩尾正隆
- 片桐竜次
- 川谷拓三
- 小林稔侍
- 志賀勝
- 志茂山高也
- 白井滋郎（旧芸名・白井孝志、白井孝史）
- 高月忠
- 橘麻紀（女ピラニア / 御巫子）
- 司裕介
- 寺内文夫
- 成瀬正孝（旧芸名・成瀬正、成瀬正伍）
- 根岸一正
- 野口貴史（旧芸名・野口泉）
- 畑中怜一（一時期のみ参加）
- 広瀬義宣
- 松本泰郎
- 室田日出男
- 渡瀬恒彦（助け人）
- 千葉真一（特別後援者）

## スタッフ組（村民）
- 中島貞夫（村長）
- 倉田準二（副村長）
- 深作欣二（御意見番・村長）
- 山下耕作（御意見番）
- 倉本聰（江戸家老）
- 丸国艦（広報 / 目付役）
- 池内豊（メイク / 目付役）
- 上野隆三（殺陣師 / 目付役）
- 滝沢一（評論家 / 相談役）

## エピソード
後に八名信夫が結成した悪役集団「悪役商会」などの原型となった集団とも言える。
なお、志賀勝はフジテレビ『クイズ・ドレミファドン!』の「ドッキリ扉」コーナーで「ピラニアマン」役で出演していた。由来はピラニア軍団である松方弘樹が購入した新車のベンツにピラニア軍団20人程がトランクをこじ開けて暴れ、ベンツを廃車にする程破損させたというエピソードがある。